# 加兰县 (阿肯色州)
加兰县（英語：Garland County）是美国阿肯色州的一个县，温泉城为其县治所在。根据美国人口调查局2000年统计，共有人口88,068人，其中白人占88.85%、非裔美国人占7.80%。